# Săvinești
Săvinești est une commune roumaine du județ de Neamț, dans la région historique de Moldavie et dans la région de développement du Nord-Est.

## Géographie
La commune de Săvinești est située dans le centre du județ, sur la rive gauche de la Bistrița, à 21 km au nord-ouest de Roznov et à 8 km au sud-est de Piatra Neamț, le chef-lieu du județ, dont elle est une commune satellite.
La municipalité est composée des deux villages suivants (population en 1992) :
- Dumbrava-Deal (448) ;
- Săvinești (5 833), siège de la municipalité.

## Politique
| Période                                  | Période  | Identité      | Étiquette | Qualité |
| ---------------------------------------- | -------- | ------------- | --------- | ------- |
| Les données manquantes sont à compléter. |          |               |           |         |
| 2008                                     | En cours | Daniel Horciu | PSD       |         |

| Parti | Parti                                                 | Sièges |
| ----- | ----------------------------------------------------- | ------ |
|       | Parti social-démocrate (PSD)                          | 9      |
|       | Parti national libéral (PNL)                          | 4      |
|       | Union nationale pour le progrès de la Roumanie (UNPR) | 2      |

## Religions
En 2002, la composition religieuse de la commune était la suivante :
- Chrétiens orthodoxes, 97,81 %.

## Démographie
En 2002, la commune comptait 5 879 Roumains (97,28 %) et 160 Tsiganes (2,64 %). On comptait à cette date 2 240 ménages et 2 365 logements.
| 1992  | 2002  | 2007  |
| ----- | ----- | ----- |
| 6 841 | 6 043 | 6 608 |

## Économie
L'économie de la commune repose sur l'agriculture, le commerce et l'industrie. Une des plus importantes zones industrielles du pays consacrée aux industries chimiques est installée sur le territoire communal.

## Communications

### Routes
Săvinești est située sur la route nationale DN15 Piatra Neamț-Bacău.

### Voies ferrées
La commune est desservie par la ligne de chemin de fer Piatra Neamț-Bacău.

## Lieux et monuments
- Săvinești, église orthodoxe en bois de la Résurrection (Sf. Înviere) de 1820[6].